# Генрих II (герцог Австрии)
Генрих II Язомирготт (нем. Heinrich II Jasomirgott; 1114 — 13 января 1177) — маркграф Австрии в 1141—1156 годах, герцог Австрии с 1156 года, пфальцграф Рейнский под именем Генрих IV в 1140—1141 годах, герцог Баварии под именем Генрих XI в 1141—1156 годах из династии Бабенбергов, сын Леопольда III Святого и дочери императора Генриха IV Агнессы.
Происхождение прозвища Генриха II — Язомирготт (Jasomirgott) — не вполне ясно. Согласно одной теории, оно восходит к арабскому языку и связано с участием герцога в крестовом походе. По другой версии, оно представляет собой укороченную фразу Ja so mir Gott helfe (Да поможет мне Бог). Возможно, что оно славянского (словенского) происхождения и означает «Я за мир» (Ja za mir).
(ArtGam, Ober).

## Биография
В 1140 году он стал пфальцграфом Рейнским, однако, после неожиданной смерти старшего брата Леопольда IV в 1141 году, вернулся в Баварию.
Унаследовав от своего брата конфликт с Вельфами за баварский престол, Генрих II был вынужден в начале своего правления оборонять свои владения от войск Вельфов и подавлять восстания их сторонников в Баварии.
В 1147 году в Австрию вторглись венгерская армия, которая, однако, была разбита Генрихом II в сражении на реке Лейта.

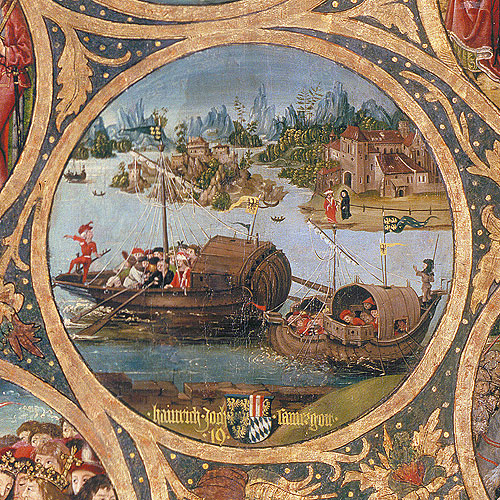
Генрих II во втором крестовом походе (панно «Родословное древо Бабенбергов»)

Одержав победу над венграми, герцог отправился в крестовый поход, в ходе которого женился на византийской принцессе Феодоре Комниной.
По возвращении в Баварию вновь разгорелась война с Вельфами. Положение осложнилось в 1152 году, после вступления на престол Священной Римской империи Фридриха I, стремящегося к мирному разрешению конфликта между Вельфами и Бабенбергами для консолидации сил империи с целью завоевания Италии.
В 1156 году император Фридрих I передал Баварию главе дома Вельфов Генриху Льву, а в качестве компенсации Генриху II издал особый патент об австрийских владениях Бабенбергов, известный под названием Privilegium Minus. Этим документом Австрия возводилась в ранг герцогства, провозглашалась её полная независимость от Баварии и устанавливалось право наследования австрийского престола династией Бабенбергов как в мужской, так и в женской линии, а также возможность назначения герцогом своего преемника (единственное в своём роде право среди всех немецких княжеств). Таким образом была заложена основа новой австрийской государственности и созданы предпосылки для расширения самостоятельности Австрии.
В конце своего правления Генрих II участвовал в походах императора Фридриха I против итальянских городов и восставших немецких князей. В 1166 году герцог вёл от имени императора переговоры с Византией.
На региональной арене Генрих II сотрудничал с Каринтией против коалиции Чехии, Венгрии и Штирии. Несмотря на успешное вторжение в Штирию, в 1176 году чешско-венгерские войска одержали верх над австрийцами и разорили долину Дуная.
В 1145 году Генрих II перенёс столицу Австрии в Вену. С его правления началось бурное развитие этого города. В 1147 году было закончено строительство собора Святого Стефана в Вене, который до настоящего времени остаётся одной из главных достопримечательностей столицы.

## Брак и дети

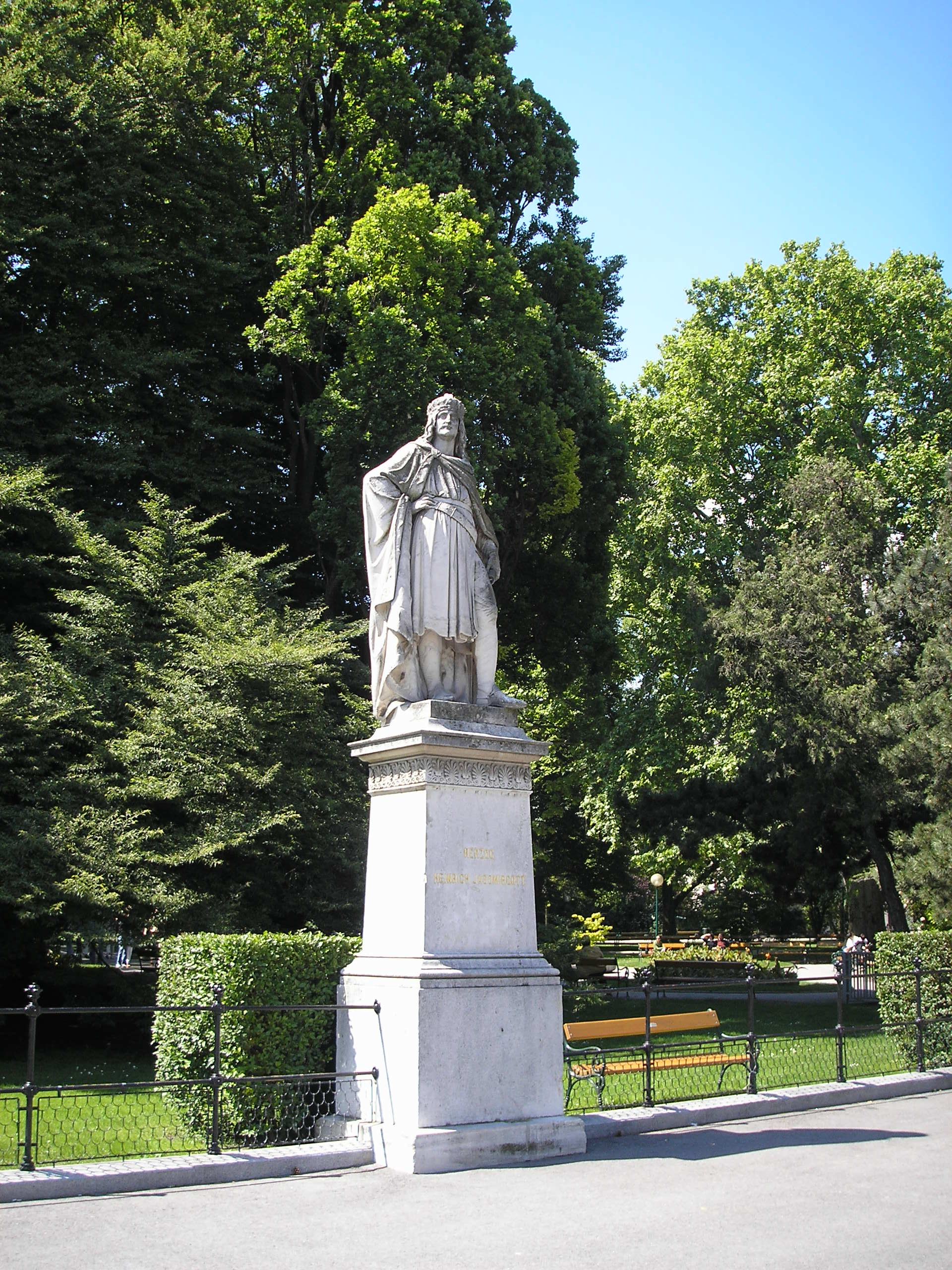
Памятник Генриху II в Вене

1-я жена: с 1142 Гертруда Супплинбургская (1115—1143), дочь Лотаря II, императора Священной Римской империи. Дети:
- Рихарда (1143—1200), замужем за Генрихом V, ландграфом Штеффлинга

2-я жена: с 1148 Феодора Комнина (ум. 1183), племянница византийского императора Мануила I (в деталях её происхождение неизвестно). Дети:
- Леопольд V (1157—1194), герцог Австрии с 1177, герцог Штирии с 1192
- Генрих Старший (1158—1223), 1-й герцог Мёдлинг, женат (1177) на Рихезе Чешской, дочери Владислава II, короля Чехии
- Агнесса (1154—1182), замужем с 1168 за Иштваном III, королём Венгрии, вторым браком за Германом, герцогом Каринтии